# Anna Aloisie z Lambergu
Anna Aloisie Maxmiliana Luisa, rozená hraběnka z Lambergu (německy Anna Aloysia Maximiliane Louise, Gräfin von Lamberg / Hiserle (Esterle) von Chodau / von Oppersdorf, * kolem let 1676/77 - 28. června 1738, Vratislav) byla slezská šlechtična z rodu Lambergů, provdaná Hiserle (Esterle) von Chodau a později produhé z Oppersdorfu. V letech 1696-1699 byla milenkou polského krále a saského kurfiřta Augusta II. Silného a knížete Alexandra Benedikta Sobieského, v literatuře je uváděna také jako hraběnka (Anna Aloysia) Esterle.

## Původ a příbuzných
Narodila se jako dcera hraběte Kašpara Bedřicha z Lambergu (1648-1686) a jeho první manželky Marie Františky Terezie hraběnky Hýzrlové z Chodů (Hiserle von Chodau, † 1684) a vnučka císařského diplomata a ministra Jana Maxmiliána z Lambergu, její přesné datum narození však není známo. Její jméno bylo s největší pravděpodobností Anna Aloysia Maximiliane, nicméně v historiografii se objevuje také jako Maximiliana Anna Ludovica nebo Joanna Teresa.
Měla dva sourozence, bratra Karla Bedřicha, který byl vlastníkem panství Stockern a Amerang, sestru Marii Františku.
Kolem roku 1695 byla krátce provdaná za mnohem staršího příbuzného své matky, císařského komorníka českého hraběte Františka Michaela Hýzrleho z Chodů. Již v roce 1697 však byli manželé rozvedeni a 1. listopadu 1698 se hraběnka vdala znovu za c.k. komorníka a tajného radu Gustava Hanibala z Oppersdorfu († 29. prosince 1744 v Kostelci nad Orlicí). V roce 1698 porodila Anna Aloisie syna, který zemřel v mládí a jehož biologickým otcem byl údajně kurfiřt August Silný.

## Život s Augustem Silným
Saský kurfiřt August Silný se s okouzlující hraběnkou Esterle setkal v srpnu 1696 na plese u vídeňského dvora císaře Leopolda I. Ta saskému kurfiřtovi věnovala pozornost teprve poté, co jí daroval 40 000 zlatých. Její manžel, komorník a tajný rada, měl od kurfiřta Augusta Silného pobírat roční penzi 20 000 zlatých a ve smlouvě se zavázal, že se zřekne manželských práv, ale děti, které kurfiřt zplodil jako jeho levobočky, měl uznat za své vlastní.
V říjnu 1696 kurfiřtova manželka Kristýna Eberhardýna Hohenzollernská i jeho tehdejší milenka Marie Aurora Kœnigsmarková porodily kurfiřtovi syny. Kurfiřt však návrat do Drážďan odložil a domů se vrátil v prosinci i se svou novou milenkou. Tam hraběnku Esterle představil své manželce a matce. Přijetí bylo mrazivé, načež Maxmiliana reagovala s arogancí a provokativní vídeňskou elegancí. Hraběnka Esterle byla považována za vypočítavou prospěchářku a zřejmě byla Augustovou nejdražší milenkou ze všech. 

## Jako milenka krále
Na rozdíl od Aurory Königsmarckové si hraběnka Esterle nedokázala získat náklonnost kurfiřtovy matky ani přijetí společností v Drážďanech. Hraběnka Fridricha Augusta I. podporovala, když se ucházel o polskou královskou korunu a když červenci 1697 poprvé vstoupil na polské území, hraběnka Esterle byla celou dobu po jeho boku. 15. září 1697 se v Krakově nechal korunovat na polského krále a svou milenku představil jako svou ženu. Anna zůstala Augustovou favoritkou jen do roku 1699, neboť polští šlechtici králi našli polskou milenku. Tou byla Kateřina z Altenbockum, provdaná Lubomirská. Po obvinění z afér s několika dvořany byla hraběnka Esterle vyhoštěna od polského královského dvora a jako nežádoucí osoba musela do 24 hodin opustit zemi.

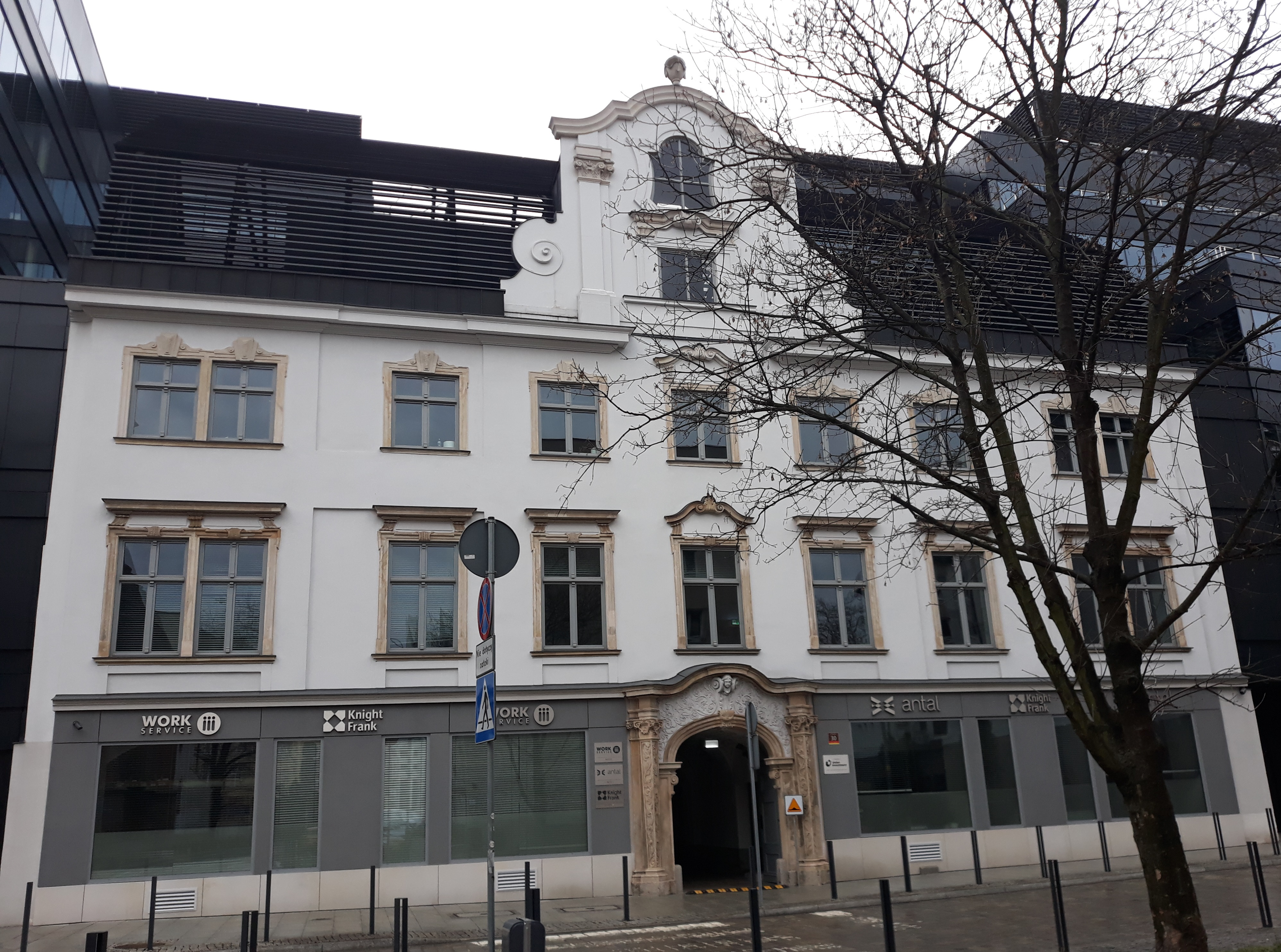
Hraběnčin palác ve Vratislavi (stav z roku 2015)

Později se hraběnka Esterle provdala hraběte za Oppersdorfu a přestěhovala se do Vratislavi , kde byla milenkou polského knížete Alexandra Benedikta Sobieského. V roce 1725 nechala ve Vratislavi postavit Oppersdorfský palác jako svou rezidenci.
Hraběnka Anna Aloisie Maxmiliana Luisa z Lambergu-Oppersdorfu zemřela 28. června 1738 ve Vratislavi. Její druhý manžel ji přežil o šest let, zemřel 29. prosince 1744 v Kostelci nad Orlicí.